# Laphria sackeni
Laphria sackeni là một loài ruồi trong họ Asilidae. Laphria sackeni được Banks miêu tả năm 1917. Loài này phân bố ở vùng Tân Bắc giới.